# Io e te da soli
«Io e te da soli» (с англ. — «Ты и я — врозь») — песня итальянской певицы Мины. Песню написали Могол и Лучо Баттисти.
Песня была выпущена PDU в качестве сингла в ноябре 1970 года. Она дебютировала под номером пятнадцать и достигла пика на втором месте в итальянском чарте синглов пять недель спустя. Сингл также был выпущен во Франции и Японии. Мина также записала песню на французском («L’amour est mort»; адаптированный текст Жака Демарни) и испанском («Que nos separemos»; адаптированный текст Аугусто Альгуэро). Французская версия была выпущена во Франции как сингл, а испанская версия была включена в испаноязычный сборник Amor mio (Mina canta en español), выпущенный в Испании и Латинской Америке в 1972 году.
Песня никогда не включалась в студийный альбом, впервые она появляется в сборнике Del mio meglio (1971). Мина исполнила песню как часть попурри для концертного альбома Dalla Bussola (1972).
Би-сайдом стала песня «Credi», написанная Паоло Лимити и Марио Нобиле. Песня была переведена на французский Жаком Демарни, а также использована в качестве би-сайда на сингле «L’amour est mort».

## Участники записи
- Мина — вокал
- Джан Пьеро Ревербери — аранжировка[6]
- Франц Ди Чоччо — ударные
- Франко Муссида — гитара

## Чарты
| Чарт (1970—1971)                    | Высшая позиция |
| ----------------------------------- | -------------- |
| Италия (Discografia internazionale) | 2              |
| Италия (Musica e dischi)            | 2              |